# L'uragano Bianca
L'uragano Bianca  (Hurricane Bianca) è un film del 2016, di genere commedia (con tematiche LGBT), diretto e scritto da Matt Kugelman.
Il titolo del film deriva dall'attore protagonista, Bianca Del Rio (Roy Haylock), una costumista americana e nota drag queen, meglio conosciuta per aver vinto la sesta stagione di RuPaul's Drag Race. Oltre ad essere commercializzato come una commedia, il film tocca importanti questioni sociali, come il fatto che (all'epoca della realizzazione) fosse legale in 29 Stati (appartenenti gli Stati Uniti d'America) che qualcuno potesse essere licenziato dal proprio posto di lavoro per la propria omosessualità.
Il film gode di un sequel, L'uragano Bianca 2: dalla Russia con odio, rilasciato il 18 maggio 2018.

## Trama
Un insegnante di scuola di nome Richard si trasferisce da New York in una piccola città del Texas per lavorare in una nuova scuola. Poco dopo Richard viene rigettato dalla comunità della città (in seguito alla pubblica scoperta dalla sua omosessualità) venendo anche licenziato, per lo stesso motivo, dalla scuola (cosa legale secondo la legge dello stato in Texas). In seguito Richard sente il bisogno di vendicarsi delle persone che gli sono state ostili, quindi si traveste da donna e ritorna all'insegnamento come Bianca Del Rio, con lo scopo di colpire le persone che sono state cattive con lui.

## Cast
- Bianca Del Rio è Richard Martinez/Bianca Del Rio, insegnante omosessuale e drag queen.
- Rachel Dratch è Deborah Ward,[4][5] vice preside della Milford High School.
- Bianca Leigh è Karma Johnstone, una donna transessuale del Texas. Gestisce un programma radiofonico.
- Denton Blane Everett è Coach Chuck, insegnante di ginnastica e allenatore di football alla Milford High. È il fratello di Karma.
- Willam Belli è Bailey,[4][5] uno dei migliori amici di Richard a New York.
- Shangela Laquifa Wadley è Stephen,[4][5] uno dei migliori amici di Richard a New York.
- Téa Mckay è Keeley Carson, uno studente alla Milford High.
- Kaleb King è Bobby, lo studente gay alla Milford High.
- Molly Ryman è Carly Ward, insegnante alla Milford High.
- Ted Ferguson è il preside Wayne.
- Alan Cumming è Lawrence Taylor,[4][5] presidente del "teaching ambassador program" che invia Richard a Milford High.
- Joslyn Fox è la cameriera.[4]
- Alyssa Edwards è Ambrosia Salad.[4]
- RuPaul[6] è RuStorm, giornalista reporter.

## Produzione e distribuzione
Il film è nato da una produzione indipendente statunitense. Il budget (pari a 166.889 dollari) del film è stato raggiunto attraverso un crowdfunding. Fu proposto anni prima che la fama di Del Rio arrivasse all'apice grazie alla trasmissione di RuPaul. Nel vincere lo spettacolo, Del Rio ha ricevuto un premio in denaro di $ 100.000, portando maggiore attenzione al film.
A seguito di un rilascio limitato nelle sale, il film è stato distribuito in video on demand il 23 settembre 2016, con una pubblicazione in DVD nell'ottobre 2016.